# روزاريو يوربان
روزاريو يوربان (13 مارس 1997 في الأرجنتين - ) (بالإسبانية: Rosario Urban) هي لاعبة كرة يد الأرجنتين.

## وصلات خارجية
- روزاريو يوربان على موقع الاتحاد الأوروبي لكرة اليد (الإنجليزية)